# Gottfried August Bürger
Gottfried August Bürger (Molmerswende, 31 dicembre 1747 – Gottinga, 8 giugno 1794) è stato uno scrittore tedesco.

## Biografia
Il padre era il pastore luterano del villaggio di Halberstadt, presso Molmerswende (Unterharz, Sassonia).
Fu un bambino tardivo, e all'età di dodici anni, fu di fatto adottato dal nonno materno, Bauer, ad Aschersleben, che lo mandò al Pädagogium di Halle. Da qui passò nel 1764 all'università, alla facoltà di teologia, che tuttavia abbandonò presto per quella di giurisprudenza. Fu là che venne influenzato da Christian Adolph Klotz (1738-1771), che puntò l'interesse di Bürger alla letteratura, ma incitò la sua naturale disposizione ad una vita smodata e priva di regole. A causa della sua condotta sregolata, venne richiamato nel 1767 dal nonno, e promettendo di riformarsi fu di nuovo autorizzato, nel 1768, ad accedere all'università di Gottinga alla facoltà di legge.
Poiché non moderò le sue abitudini, però, fu privato di ogni sostegno da parte del nonno, lasciato solo con le proprie risorse. Nel frattempo aveva fatto buoni progressi nei suoi studi universitari, ed ebbe la grande fortuna di riuscire a creare un circolo di amicizie con giovani uomini dai gusti letterari. Le prime poesie di Bürger (tra cui Herr Bacchus ist ein braver Mann - "Il signor Bacco è un brav'uomo") furono così pubblicate nel Musenalmanach di Gottinga, edito da Heinrich Christian Boie e Friedrich Wilhelm Gotter; nel 1771 era già largamente conosciuto come poeta. Nel 1772, con l'influenza di Boie, Bürger ottenne la carica di Amtmann (magistrato distrettuale) ad Altengleichen vicino a Gottinga. Suo nonno allora gli si riconciliò, pagò i suoi debiti e lo lanciò nel mondo di nuove funzioni che avrebbe dovuto svolgere.
Frattanto mantenne i rapporti con i suoi amici di Gottinga, e quando si istituì il Göttinger Bund ("federazione di Gottinga"), Bürger, anche se non ne era membro, vi si tenne in stretto contatto. Nel 1773 fu pubblicata sul Musenalmanach la ballata Lenore, ispirata dallo studio di Shakespeare e dalle poesie del folklore inglese; questa poesia, che non ha rivali per quanto riguarda la sua forte espressività drammatica ed evocativa dello strano e del supernaturale, divenne poi familiare agli abitanti di Gottinga. Altrettanto, se non più famosa divenne Der wilde Jäger, ovverosia "Il cacciatore selvaggio", tradotta in italiano da Giovanni Berchet, che la inserì assieme a Lenore nella Lettera semiseria, manifesto del Romanticismo italiano. Nel 1774 Bürger sposò Dorette Leonhardt, la figlia di un ufficiale di Hannover; ma la sua attrazione per la sorella minore della moglie (la Molly delle sue poesie ed elegie) rese infelice la loro unione e turbò la sua vita. Nel 1775 fu iniziato in Massoneria. Nel 1778 Bürger divenne editore del Musenalmanach e nello stesso anno pubblicò la prima collezione di sue poesie. Nel 1780 acquistò una fattoria ad Appenrode, ma in soli tre anni perse tanto denaro da dover abbandonare il podere. Fu in seguito sconvolto da problemi economici, ed essendo accusato di trascurare i suoi doveri ufficiali, e sentendo il suo onore attaccato, rinunciò alla sua posizione di Amtmann e si ritrasferì a Gottinga nel 1784, dove si affermò come Privatdozent (in Germania, la "carica" che precede l'insegnante universitario).

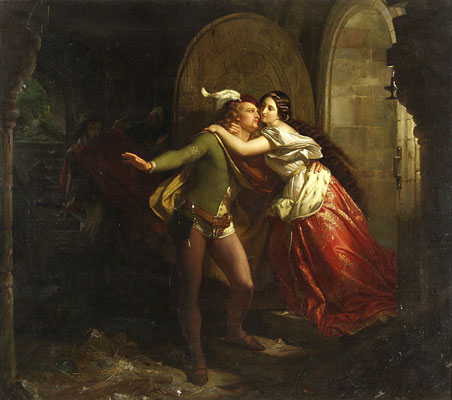
Lenardo und Blandine, dall'omonima poesia di Bürger, di Wilhelm Volkhart

Poco prima del suo nuovo trasferimento, sua moglie morì (30 luglio 1784), e il 29 giugno dell'anno successivo sposò sua "sorella acquisita", Molly. Ma la sua morte per parto il 9 gennaio del 1786 provocò in lui grande afflizione. Sembrò perdere d'un tratto tutto il proprio coraggio, e tutto il proprio vigore mentale e fisico. Continuò comunque ad insegnare a Gottinga, e in occasione del cinquantenario dalla fondazione dell'università, nel 1787, fu nominato "dottore onorario" di filosofia, e poi - sempre della stessa facoltà - "professore straordinario", seppur senza stipendio. L'anno seguente si sposò una terza volta, con una certa Elise Hahn, che, incantata dalle sue poesie, gli aveva offerto la mano. Ma solo poche settimane di matrimonio con lei bastarono per mostrare il suo errore, e dopo due anni e mezzo divorziarono.
Profondamente ferito dalle critiche che nei suoi confronti fece Friedrich Schiller, nella quattordicesima e quindicesima parte dell'Allgemeine Literaturzeitung del 1791, Bürger, deluso e devastato in economia e salute, si guadagnò da vivere con un precario posto da insegnante a Gottinga fino alla morte, avvenuta l'8 giugno del 1794 per tubercolosi.
Il carattere di Bürger, nonostante la sua totale mancanza di moderazione morale, non fu tuttavia privo di qualità nobili e degne di nota: era onesto nei suoi propositi, fin troppo generoso, modesto e di cuore tenero. Considerevole fu il suo talento per la poesia popolare, e le sue ballate sono fra le più belle in tedesco.

## Opere
Elenco parziale.
Fra le ballate:
- Lenore
- Das Lied vom braven Manne ("La canzone del brav'uomo")
- Die Kuh ("La mucca")
- Der Kaiser und der Abt ("L'imperatore e l'abate")
- Der wilde Jäger ("Il cacciatore selvaggio")

Fra le poesie liriche (che pure non godono di grande reputazione):
- Das Blümchen Wunderhold
- Lieb an den lieben Mend

Famose Le avventure del barone di Münchhausen del 1786 (Wunderbare Reisen zu Wasser und zu Lande, Feldzüge und lustige Abenteuer des Freiherrn von Münchhausen: wie er dieselben bei der Flasche im Zirkel seiner Freunde selbst zu erzählen pflegt), estensione della raccolta di racconti pubblicati da anonimo nel 1781.